# Спицинский
Спицинский — посёлок в Ясногорском районе Тульской области России. 
В рамках административно-территориального устройства является центром Знаменской сельской территории Ясногорского района, в рамках организации местного самоуправления включается в Теляковское сельское поселение.

## География
Расположен в 51 км к северо-востоку от Тулы и в 25 км к северо-востоку от райцентра, города Ясногорска.

## Население
| 2002 | 2010 |
| ---- | ---- |
| 281  | ↗298 |

Население — 298 чел. (2010).